# Hans Wolf
Hans Wolf, född 18 maj 1902, död 19 november 1948 i Landsberg am Lech, var en tysk kapo i koncentrationslägret Buchenwald och dömd krigsförbrytare. 

## Biografi
Wolf internerades i koncentrationslägret Buchenwald i slutet av 1942 och blev senare kapo (tyska Funktionshäftling), det vill säga en fånge med uppgift att vakta de andra fångarna och leda deras arbete. Från maj 1944 till den 12 april 1945 var han Lagerältester i lägret Tröglitz, som var ett av Buchenwalds satellitläger. I Tröglitz arbetade fångarna med brunkolsbrytning. På grund av undernäring och umbäranden avled i Tröglitz minst 5 871 fångar.
Efter andra världskriget greps Wolf och ställdes 1947 tillsammans med 30 andra misstänkta krigsförbrytare inför rätta vid Buchenwaldrättegången. Den 14 augusti 1947 dömdes Wolf till döden genom hängning. Han avrättades i Landsbergfängelset den 19 november 1948.